# Yakovlev Yak-2
Lo Yakovlev Yak-2 (in caratteri cirillici Яковлев Як-2) fu un bombardiere/ricognitore leggero a corto raggio, progettato dall'OKB 115 Jakovlev diretto da Aleksandr Sergeevič Jakovlev, sviluppato in Unione Sovietica sul finire degli anni trenta.
Bimotore monoplano ad ala bassa, venne utilizzato dall'aeronautica militare sovietica durante la seconda guerra mondiale. Ne furono prodotti un centinaio di esemplari di cui la maggior parte fu distrutta durante la fase iniziale dell'operazione Barbarossa.

## Storia del progetto
Venuta alla luce nella primavera del 1939, la prima realizzazione militare dell'OKB Yakovlev ricevette la denominazione Ya-22 (o semplicemente Numero 22) secondo la sequenza numerica utilizzata dall'ufficio tecnico di progettazione; il progetto, nato su iniziativa dello stesso Jakovlev, riguardava un ricognitore bimotore la cui principale caratteristica doveva essere rappresentata dall'elevata velocità di punta, vero "pallino" di Stalin che, all'epoca, si occupava personalmente di decidere quali fossero gli armamenti da adottare dalle forze armate sovietiche.
Fin dal primo volo di prova, svolto il 22 febbraio del 1939, lo Ya-22 attirò le attenzioni degli osservatori e, come sperato, quelle di Stalin che ne dispose l'impiego durante la parata aerea del primo maggio e la sua trasformazione in bombardiere. In relazione al nuovo ruolo assegnato, il velivolo assunse la denominazione BB-22 (da "Ближний Бомбардировщик", traslitterato in "Bližnij Bombardirovŝik", cioè "bombardiere a corto raggio").
Il prototipo, sottoposto ai test presso il NII della VVS, risultò tra i migliori in Unione Sovietica per velocità orizzontale e di salita e, comparato con mezzi analoghi di produzione straniera, risultò più veloce del francese Breguet Bre 690 e dell'italiano Breda Ba.88. Se da un lato queste prestazioni, secondo le memorie dello stesso Jakovlev, condussero Stalin a considerare lo Ya-22 "un miracolo" e "una rivoluzione nel campo dell'aviazione", dall'altro misero in estrema difficoltà i tecnici incaricati di condurre le prove di valutazione poiché non sarebbe risultato facile spiegare al leader supremo che, in realtà, si trattava pressoché di un velivolo da competizione, incapace di compiere qualsiasi tipo di missione militare.
Prima della fine di giugno le autorità sovietiche definirono le caratteristiche del BB-22, stabilendo che avrebbe dovuto trasportare un carico bellico compreso tra i 400 ed i 700 kg e che nella postazione posteriore sarebbe stata presente una mitragliatrice. Alla luce delle scarse qualità di volo evidenziate dal velivolo, vennero peraltro elencate numerose modifiche da apportare al prototipo che avrebbe dovuto essere sottoposto a nuovi test prima dell'entrata in produzione. Ma, diversamente da quanto richiesto, il progetto venne modificato solo parzialmente e la produzione in serie avviata nel mese di settembre senza nuove sessioni di prove in volo. Dei cinquanta velivoli previsti per il 1939, uno solo venne completato e, malgrado i tecnici della VVS richiedessero ancora di porre rimedio ai problemi riscontrati in primavera, nel gennaio del 1940 il Sovnarkom, più propenso ad assecondare la volontà di Stalin, confermò un ordine per 580 esemplari di BB-22.
La disputa fra le diverse autorità proseguì fino alla tarda primavera di quell'anno, quando le rimostranze dei collaudatori giunsero direttamente a Stalin che ordinò un'indagine in merito: la discrepanza tra le prestazioni del prototipo e quelle degli esemplari di serie e i problemi di stabilità manifestati furono attribuiti alla scarsa qualità della lavorazione lungo la catena di montaggio in uno dei due stabilimenti industriali fino ad allora incaricati della realizzazione del BB-22, il quale venne quindi escluso dalla produzione dell'aereo. Grazie alle modifiche nel frattempo apportate, per quanto la produzione in serie non fosse stata sospesa, nel mese di novembre del 1940 il BB-22 superò una nuova serie di prove e, in base al nuovo schema di designazione teso ad evidenziare il nome del progettista, venne ridenominato Yak-2.
Nel frattempo, nel giugno del 1940, il progetto originale Ya-22 venne utilizzato per lo sviluppo di un ricognitore: le modifiche previste riguardavano prevalentemente l'installazione dell'equipaggiamento fotografico e l'impiego di razzi illuminanti al posto delle bombe. Denominato R-12 (dal cirillico "Разведчик", traslitterato "Razvedčik", letteralmente "esploratore"), pur superando le prove svolte direttamente dall'OKB di Jakovlev, non venne sottoposto al giudizio delle autorità militari.
Sempre nello stesso periodo, ma seguendo un processo indipendente da quello del progettista, i responsabili dell'impianto di produzione del BB-22 (il GAZ-81, situato a Mosca) elaborarono un progetto per la trasformazione dell'aereo in bombardiere in picchiata, in risposta ad una direttiva del "Commissariato del popolo per l'Industria Aeronautica" che intendeva con ciò cautelarsi con una soluzione alternativa in caso di insuccesso del progetto che avrebbe portato al Petlyakov Pe-2. Denominato BPB-22, l'aereo non ottenne l'approvazione delle autorità militari ed il prototipo andò irreparabilmente danneggiato a causa di un problema di alimentazione ai motori che costrinsero il pilota ad un atterraggio d'emergenza nel mese di ottobre.
Dal canto suo Jakovlev perseverava nel tentativo di migliorare le prestazioni del proprio progetto e, nel mese di marzo oppure nei mesi estivi del 1940, elaborò il BB-22bis: per quanto la principale differenza fra i due velivoli consistesse nella sostituzione degli originari motori Klimov M-103 con i più recenti M-105, la nuova versione incorporava numerose modifiche aerodinamiche e strutturali ed entrò in produzione a partire dal mese di novembre del 1940; in seguito alla variazione nelle denominazioni dei velivoli, occorsa nel mese successivo, questa variante venne identificata come Yakovlev Yak-4. Ancora all'OKB Yakovlev viene attribuita la realizzazione di un prototipo per un caccia di scorta derivato dal BB-22: citato con la designazione I-29 o BB-22IS o ancora BB-22DIS era dotato di cannoni alloggiati in sostituzione del vano bombe; del suo processo di sviluppo non sono noti dettagli, se non che fu abbandonato nel 1942.
Ulteriori passi nel processo di sviluppo dello Yak-2 furono messi in atto nel corso dei primi mesi del 1941 ma, ancora una volta, senza successivi sbocchi nella produzione di serie: si hanno pertanto notizie circa un esemplare modificato dalla VVS per valutare la possibilità di farne un aereo da addestramento a doppi comandi e di un altro aereo dotato di una coppia di cannoni nella parte inferiore della fusoliera, comandati da un sistema denominato KABB-MV che controllava congiuntamente sia il puntamento dei cannoni che lo sgancio delle bombe verso un unico obiettivo. L'aereo fu sottoposto ad un ciclo di prove presso in NII della VVS tra marzo ed aprile del 1941; il sistema ottenne valutazioni positive ma dopo lo scoppio della guerra il suo sviluppo venne abbandonato.
Sebbene alcune fonti indichino in 600 il numero di esemplari di Yak-2 e Yak-4 complessivamente costruiti, altri attribuiscono al costruttore una ricostruzione non veritiera dei numeri che si attesterebbero invece a circa 200 unità complessivamente costruite, numero da suddividere equamente tra i due diversi modelli.

## Tecnica

### Cellula
Il prototipo dello Ya-22 era un velivolo bimotore ad ala bassa: la fusoliera, dall'aerodinamica raffinata, aveva sezione ovale e struttura mista. La parte centrale dell'aereo era realizzata in legno ed era costituita da quattro correntini e undici ordinate, con la parte inferiore integrata nell'ala che, a sua volta, era costruita in un unico pezzo assemblato su due robusti longheroni e trentatré centine; tutta la parte strutturale di legno era rivestita in compensato. All'estremità posteriore di questa parte in legno era sistemata la postazione del navigatore/mitragliere, disposto rivolto in senso opposto alla marcia al di sotto di una cappottina vetrata realizzata a filo con la fusoliera.
Nella parte anteriore dell'aereo, l'abitacolo del pilota era costituito da una struttura in tubi d'acciaio saldati, agganciata all'estremità anteriore della parte lignea centrale; il rivestimento dell'abitacolo ed il cono anteriore di prua erano realizzati in lega "D1". Allo stesso modo la zona posteriore della fusoliera aveva struttura in tubi d'acciaio saldati, a formare una travatura reticolare secondo lo schema "Warren", imbullonati all'estremità posteriore della parte lignea centrale e ricoperti in lega; la parte superiore della fusoliera era costituita da una struttura leggera di tubi saldati ricoperti in tela.
Come detto l'ala era completamente realizzata in legno e ricoperta in compensato, mentre per il disegno del profilo Jakovlev si era affidato al "Göttingen-387", già impiegato in precedenti progetti. A circa un quarto della propria lunghezza l'ala alloggiava le gondole dei motori, sporgenti da entrambi i bordi, in particolare oltre quello d'entrata. Lungo tutto il bordo d'uscita, da entrambi i lati delle gondole, erano presenti ipersostentatori realizzati in lega d'alluminio e ricoperti in tela.
L'impennaggio era del tipo a doppia deriva e presentava, anch'esso, struttura mista in legno e lega d'alluminio e rivestimento, ancora una volta, in lega leggera.
Il carrello d'atterraggio era di tipo triciclo posteriore: gli elementi principali monoruota erano imperniati all'interno delle gondole motore; la ritrazione avveniva con movimento diretto ed in senso contrario a quello del volo e le ruote venivano alloggiate completamente nella parte posteriore delle gondole motore stesse. Al posteriore, nel cono di coda, era alloggiato un ruotino d'appoggio di tipo sterzante, anch'esso retraibile.
Il primo esemplare di BB-22, uscito dalla catena di montaggio il 31 dicembre del 1939, differiva in modo considerevole dal prototipo: si scelse di modificare la zona centrale della fusoliera nella quale venne ricavata una stiva per le bombe, con conseguente spostamento dei serbatoi di carburante all'interno delle ali, il che comportava una leggera riduzione della loro capacità complessiva. Inoltre la struttura secondaria che costituiva la zona superiore della coda venne resa collassabile durante il volo al fine di ampliare il campo di tiro del navigatore/mitragliere.
Successivamente però il BB-22 venne sottoposto a nuove modifiche nella parte centrale: in particolare si decise di spostare, avanzandola direttamente alle spalle di quella del pilota, la cabina del navigatore/mitragliere dotandola di cappottatura vetrata apribile per consentire l'impiego della mitragliatrice posteriore. Venne inoltre irrobustito il carrello d'atterraggio i cui elementi principali impiegavano ora la soluzione a due ruote affiancate, che rimanevano parzialmente sporgenti dalle gondole motore a carrello retratto, mentre le ali e la fusoliera vennero rivestite in tela.

### Motore
Circa l'equipaggiamento del proprio Ya-22, Alexander Jakovlev non ebbe alcun dubbio fin dal principio affidandosi ai V-12 Klimov M-103, recentemente sviluppati da Vladímir Jakovlevič Klímov dal precedente M-100 che, a sua volta, consisteva nella copia costruita su licenza del motore franco-spagnolo Hispano-Suiza 12Y.
L'M-103 era un motore a V raffreddato a liquido dotato di compressore meccanico, capace di erogare la potenza di 930 hp, pari a 693 kW (che arrivavano fino a 960 hp in fase di decollo, pari a 716 kW), ma nello Yak-2 fu spesso soggetto a surriscaldamenti causati da perdite di liquido dall'impianto di raffreddamento.

### Armamento
Come già indicato, il prototipo Ya-22 pur essendo stato progettato in funzione di un suo impiego militare non era provvisto di armamento di alcun genere; il carico offensivo avrebbe dovuto essere trasportato su rastrelliere subalari esterne che non furono mai installate. Solo dopo sette mesi dal suo primo volo, quando già si era stabilito che l'aereo avrebbe dovuto fungere come bombardiere a breve raggio, l'Istituto di Ricerca Scientifica della VVS indicò quantità e tipologia di armamenti da utilizzare.
Fu così che solo a partire dal primo esemplare prodotto in serie la struttura del BB-22 venne modificata al fine di incorporare un vano bombe interno nel quale avrebbero trovato sistemazione quattro bombe FAB-100 da 100 kg ciascuna oppure venti bombe di minori dimensioni; ancora una volta era prevista la presenza di rastrelliere subalari per altre due FAB-100 che alcuni indicano non presenti sui primi esemplari prodotti.
L'armamento difensivo era costituito da due mitragliatrici ShKAS calibro 7,62 mm e camerate per il munizionamento 7,62 × 54 mm R: una disposta in posizione fissa nella prua dell'aereo e dotata di 450 proiettili e l'altra nella postazione del navigatore, brandeggiabile e fornita di 1 000 proiettili.

## Impiego operativo
Dopo la consegna del prototipo la VVS ricevette dieci esemplari di BB-22 entro la metà di febbraio del 1940: dotati della stiva interna per le bombe, non differivano esternamente dal prototipo; malgrado le valutazioni negative espresse a più riprese dall'aviazione, il "Commissariato del popolo per la Produzione Aeronautica" diede ordine che ventuno velivoli fossero approntati in tempo per la partecipazione alla parata aerea del primo maggio di quell'anno. Si ritiene che nel mese di giugno fossero venticinque gli aerei in servizio, assegnati gerarchicamente al Distretto Militare di Kharkov, ma talmente pieni di difetti da risultare inadatti al volo.
Malgrado gli interventi volti a migliorare le qualità del velivolo avessero sortito qualche effetto solo a produzione già avviata, alla data del 22 giugno 1941 (data di inizio dell'Operazione Barbarossa) risultavano in servizio settantatré Yak-2, suddivisi tra il 136º Reggimento da Bombardamento (di base a Kiev) ed il 316º Reggimento da Ricognizione (a Bila Cerkva).
Le operazioni nei giorni successivi all'invasione furono svolte all'insegna delle difficoltà e numerosi furono gli esemplari di Yak-2 distrutti al suolo durante gli attacchi portati dalla Luftwaffe mentre risulta anche che un esemplare sia stato abbattuto dal fuoco amico di un caccia Polikarpov I-15 al cui pilota la sagoma dello Yak-2 non era particolarmente familiare.
Gli esemplari superstiti vennero successivamente dispersi presso diversi reparti (10º, 44º, 48º e 53º Reggimento da Bombardamento a medio raggio e 53º Reggimento a corto raggio) ma non risulta che nessuno di essi sia rimasto in condizioni operative fino al termine della guerra.

## Versioni
- Ya-22: Denominazione che identifica il prototipo, assegnata seguendo la sequenza numerica dei progetti realizzati dall'OKB Yakovlev;
- BB-22: Prima denominazione operativa del velivolo sigla di "Bližnij Bombardirovŝik" cioè "bombardiere a corto raggio"; un centinaio gli esemplari costruiti;
- Yak-2: Denominazione definitiva, acquisita a partire dall'inverno del 1940 quando il sistema in uso nell'Unione Sovietica venne modificato al fine di enfatizzare il cognome del curatore del progetto.
  - Yak-2KABB: la sigla identificò il prototipo per un aereo da attacco al suolo, dotato di uno speciale sistema di controllo degli armamenti denominato "Kombineerovannaya Artillereeysko-Bombardirovochnaya Batareya" ("batteria combinata per artiglieria e bombardamento"). Malgrado i primi positivi riscontri, dopo l'inizio della guerra lo sviluppo del sistema venne interrotto.
- BPB-22: progetto per un "Bližnij Pikeeruûŝij Bombardirovŝik" ("bombardiere in picchiata a corto raggio") curato dallo staff responsabile del "Gosudarstvennyj Aviacionnyj Zavod" n°81, l'impianto industriale nel quale veniva prodotto il BB-22. Rimase allo stadio di prototipo.
- R-12: Denominazione relativa alla versione "Razvedčik" (da ricognizione) progettata dall'OKB Yakovlev. Venne realizzato un prototipo che, per scelta dei progettisti, non fu sottoposto alle prove di valutazione presso l'aviazione.
- I-29 o BB-22IS o BB-22DIS: progetto per un aereo da caccia a lungo raggio, abbandonato nel corso del 1942. Le tre sigle indicano rispettivamente "Istrebitel'" (caccia), "Istrebitel' Soprovoždeniâ" (caccia di scorta) e "Dal'nij Istrebitel' Soprovoždeniâ" (caccia di scorta a lungo raggio).

## Utilizzatori
Unione Sovietica
- Sovetskie Voenno-vozdušnye sily

### Annotazioni
1. ↑  In cirillico "Государственный Авиационный Завод", la cui traslitterazione risulta essere "Gosudarstvenn'ij Aviatsionn’ij Zavod", tradotto letteralmente dalla lingua russa "Impianto d'Aviazione Statale".
2. ↑  "Naučno-Issledovatel'skij Institut", Istituto di Ricerca Scientifica.
3. ↑  "Narodnyj Komissariat Aviacionnoj Promyšlennosti", da cui la sigla "NKAP".
4. ↑  "Bližnij Pikeeruûŝij Bombardirovŝik", tradotto in "bombardiere in picchiata a corto raggio".
5. ↑  "Istrebitel'", caccia.
6. ↑  "Istrebitel' Soprovoždeniâ", caccia di scorta.
7. ↑  "Dal'nij Istrebitel' Soprovoždeniâ", caccia di scorta a lungo raggio.
8. ↑  "Kombineerovannaya Artillereeysko-Bombardirovochnaya Batareya Mozharovskovo i Venevidova", in sostanza "batteria combinata per artiglieria e bombardamento" il cui progetto viene attribuito a Možarovskij e Venevidov.
9. ↑  "Fugasnaâ Aviacionnaâ Bomba", bomba esplosiva per l'aviazione.

### Fonti
1. 1 2 3 4 5 6 7 8 9 10 11 12 13 14 15  Gunston e Gordon, 1997, p. 55.
2. 1 2 3  Boroli e Boroli, 1983, p. 239.
3. ↑  Gunston, 1995.
4. 1 2 3 4 5  Gordon, Khazanov e Medved', 1999, p. 85.
5. 1 2 3 4 5 6 7  Gordon, Komissarov e Komissarov; 2005, p. 59.
6. 1 2 3  Gunston e Gordon, 1997, p. 54.
7. ↑  Gordon, pag. 132.
8. 1 2 3 4 5 6 7 8 9  Gunston e Gordon, 1997, p. 56.
9. 1 2 3 4 5  Gordon, Komissarov e Komissarov, 2005, p. 63.
10. 1 2 3 4 5 6 7  Gunston e Gordon, 1997, p. 57.
11. ↑  Gordon, Komissarov e Komissarov, 2005, p. 67.
12. 1 2 3 4  Gunston e Gordon, 1997, p. 58.
13. 1 2 3 4 5  Gordon, Komissarov e Komissarov, 2005, p. 64.
14. 1 2  Gordon, Khazanov e Medved', 1999, p. 86.
15. ↑  Gordon, Komissarov e Komissarov, 2005, p. 65.
16. 1 2  Gunston e Gordon, 1997, p. 59.
17. ↑  Gordon, Khazanov e Medved', 1999, p. 87.
18. ↑  Gordon, Komissarov e Komissarov; 2005, p. 66.
19. ↑  Characteristics for grade D1, in "Database of Steel and Alloy (Marochnik)".
20. ↑  Gottingen 387 airfoil, in "Airfoil Tools".
21. 1 2 3  Gordon, Komissarov e Komissarov; 2005, p. 62.